# Lake of the Pines
Lake of the Pines is een plaats (census-designated place) in de Amerikaanse staat Californië, en valt bestuurlijk gezien onder Nevada County.

## Demografie
Bij de volkstelling in 2000 werd het aantal inwoners vastgesteld op 3956.

## Geografie
Volgens het United States Census Bureau beslaat de plaats een oppervlakte van
4,8 km², waarvan 3,9 km² land en 0,9 km² water.

## Plaatsen in de nabije omgeving
De onderstaande figuur toont nabijgelegen plaatsen in een straal van 24 km rond Lake of the Pines.